# Ottokar I al Boemiei

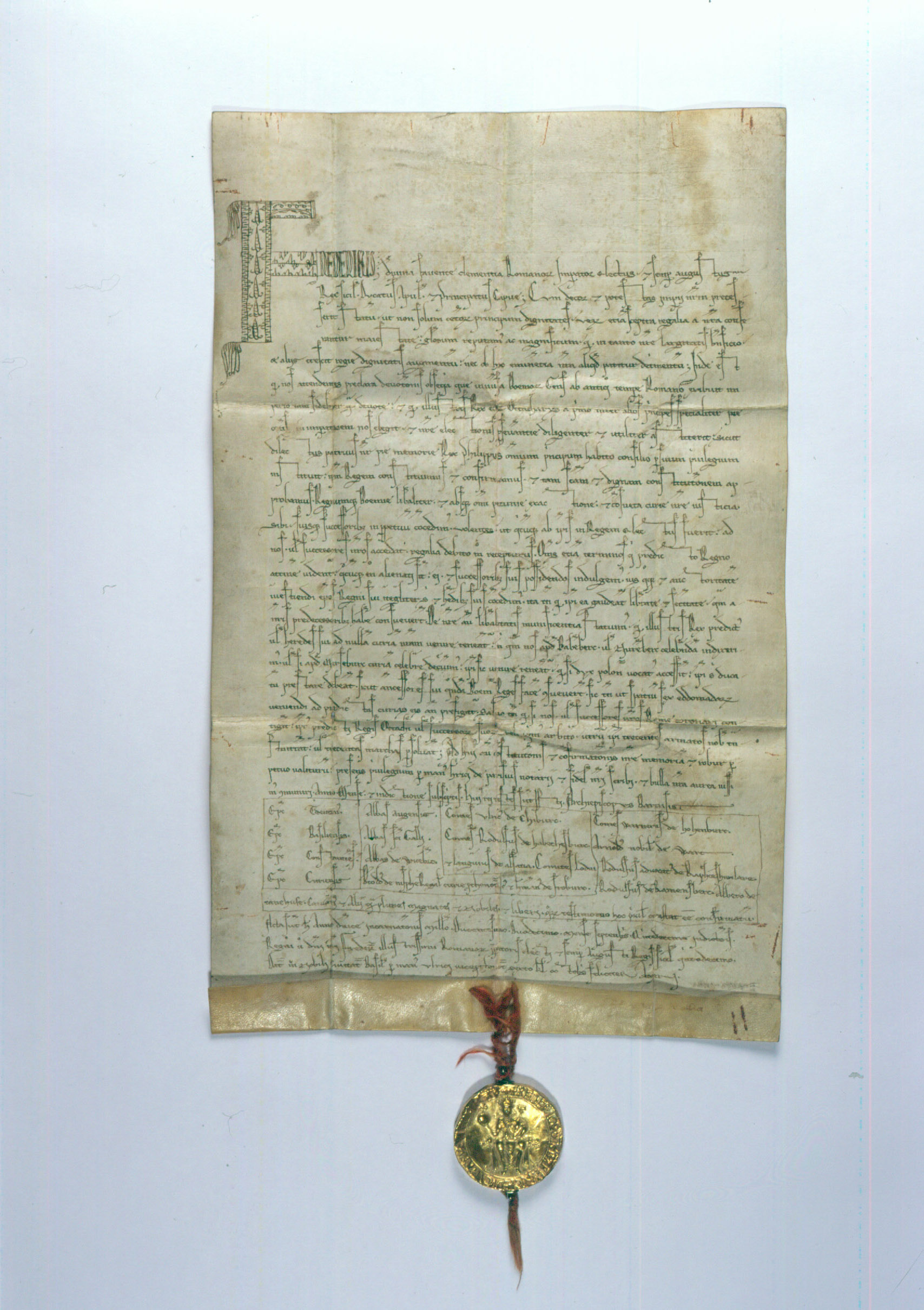
Bula de Aur siciliană care confirmă titlul regal ereditar

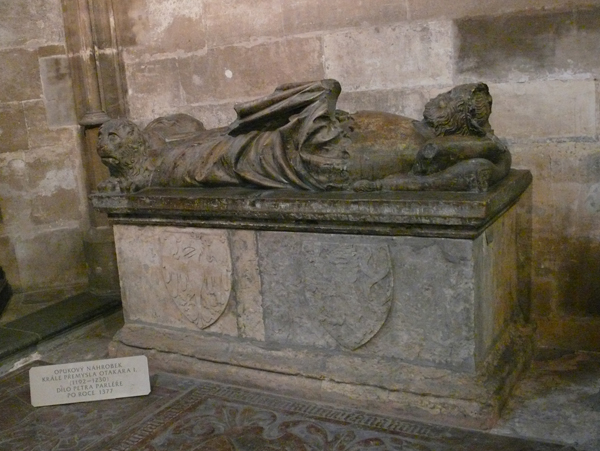
Sarcofagul lui Ottokar I în Catedrala Sf. Vitus din Praga

Ottokar I Přemysl (în cehă: Přemysl Otakar I.; n.c.1155/1167 – d. 15 decembrie 1230) aparținând dinastiei Přemyslid, a fost duce al Boemiei în anii 1192 – 1193 și 1197–1198, apoi rege al Boemiei din 1198 până la moarte. El a dobândit titlul de rege al Boemiei în 1198 de la Filip de Suabia, în 1203 de la Otto al IV-lea de Brunswick și în 1212 de la Frederic al II-lea de Habsburg.
Ottokar I a fost fiul regelui Vladislav al II-lea și al Iuditei de Turingia, fiica landgrafului Ludovic I de Turingia.

## Biografie
Într-o țară în care predomina anarhia, Ottokar I a luptat mult timp împotriva altor pretendenți la tron pentru a obține titlul ereditar de rege ereditar. În 1179 a primit de la Frederic, fratele său mai mare, titlul de margraf al Moraviei. În 1192 și 1193 a fost, de asemenea, duce al Boemiei. În 1194, când Ottokar a schimbat aliatul de partea căruia lupta în timpul conflictului dintre familiile Hohenstaufen și Welf, împăratul Henric al VI-lea l-a înlocuit cu fostul său aliat Henric Břetislav al III-lea, episcopul de Praga, care a devenit astfel duce de Boemia.
Pe 22 iunie 1197 Vladislav Henric, fratele lui Ottokar a fost ridicat la rang principe imperial. La scurt timp după aceea, cei doi frați au încheiat un acord de compensare, prin care Vladislav a primit Marca de Moravia ca feudă, iar Ottokar a primit Boemia. Prin urmare cele două principate au fost din nou separate, însă doar pentru o perioadă scurtă de timp. În septembrie 1198 Ottokar a dobândit titlul de rege de la Filip de Suabia ca recompensă pentru loialitatea sa. El a fost încoronat câteva zile mai târziu, pe 15 septembrie la Mainz. Pentru prima dată în istoria Boemiei, titlul de rege devenise ereditar și nu unul acordat unei anumite persoane prin alegere.
În 1199 Ottokar a divorțat de soția sa Adelaida de Meissen, membră a dinastiei Wettin, pentru a se căsători cu Constanța a Ungariei, fiica cea mică a regelui maghiar Béla al III-lea.
Aliindu-se cu Otto al IV-lea, în 1200 Ottokar a abandonat pactul încheiat cu Filip de Suabia și s-a declarat de partea Welfilor. Otto al IV-lea și ulterior papa Inocențiu al III-lea, l-au acceptat pe Ottokar drept rege ereditar al Boemiei.
Filip de Suabia i-a retras în 1203  lui Ottokar titlul deoarece nu-și mai dovedea loialitatea și, de asemenea, datorită îndepărtării de la curte a primei lui soții, Adelaida de Meissen. În 1204 Ottokar s-a împăcat cu Filip, una dintre condiții fiind aceea de a permite fostei sale soții să se întoarcă în Boemia. În 1212 s-a îndepărtat din nou de Otto al IV-lea, care îi recunoscuse inițial titlul, și s-a aliat cu Frederic al II-lea, deoarece acesta recunoscuse ereditatea titlului regal al Boemiei prin Bula de Aur siciliană (1212), în care îl numea pe Ottokar „cel mai distins prinț imperial”. Acest document îi recunoaștea pe Ottokar și pe moștenitorii săi ca regi ai Boemiei, regele nu mai era supus numirii de către împărat și i se cerea să participe doar la dietele care aveau loc în apropiere de granița Boemiei. Regele boem urma să fie principalul prinț elector al Sfântului Imperiu Roman și să ofere tuturor împăraților următori o escortă de 300 de cavaleri atunci când aceștia călătoreau la Roma pentru a fi încoronați.
În 1216 Ottokar și-a stabilit succesorul la tronul Boemiei reușind să determine alegerea a fiului său, Venceslau, ca rege al Boemiei. (În jurul anului 1200 ramura moraviană a familiei Přemyslid se stinsese, astfel încât Boemia și Moravia se uniseră din nou. Toți următorii regi ai Boemiei au purtat de atunci și titlul de margraf de Moravia. Acest  titlu îi era atribuit de obicei moștenitorului tronului Boemiei.)
În timpul domniei lui Ottokar și a fiului său Venceslau, s-au produs în Boemia mari schimbări sociale. În zonele încă nepopulate a început să se accentueze fenomenul colonizării. Pe lângă locuitorii Boemiei, populația germană a început să emigreze tot mai mult punând bazele a noi așezări și orașe. Acest lucru a condus nu numai la o creștere a populației, ci și la dezvoltarea agriculturii prin introducerea unor noi metode de cultivare. Ordonanțele, legile și structura proprietății trebuiau redefinite sau modificate. Producția excedentară din agricultură, dar și din meșteșugurile înfloritoare, trebuiau vândute. Au apărut noi relații și rute comerciale, iar administrarea financiară a trebuit adaptată. Cererea tot mai mare de metale prețioase și de metale în general, a dus la creșterea importanței mineritului.
Structura așezărilor și orașelor s-a schimbat. A apărut o nouă pătură socială, cea a administratorilor, care era  organizată după modelul nobilimii. În afară de aceasta a crescut numărul  meșterilor, comercianților și antreprenorilor. O importanță din ce în ce mai mare au căpătat-o proprietarii de domenii. 
Pe lângă dobândirea dreptului de a lăsa moștenire urmașilor titlul de rege, Ottokar I a introdus regula primogeniturii, care a pus capăt destabilizării Boemiei ce durase multe secole datorată aplicării normei agnatice. A fost recunoscută independența bisericilor și administrarea lor internă proprie, iar amestecul acestora în deciziile politice a trebuit deseori acceptat.

## Căsătorii și descendenți
Ottokar a fost căsătorit de două ori, prima dată în 1178 cu Adelaida de Meißen și în 1198 cu Constanța a Ungariei.
Din căsătoria cu Adelaida de Meißen (n. după 1160 – d. 2 februarie 1211) au rezultat patru copii:
- Vratislav (n. înainte de 1181 – d. după 1225);[13]
- Margareta Dagmar de Boemia (c. 1186 – d. 1212),[13] căsătorită cu Valdemar II-lea al Danemarcei (din Casa de Estridsen);
- Božislava (n. după 1197 – d. 1238), căsătorită cu Henric I, conte de Ortenburg;
- Hedwika de Boemia, călugăriță.

Din căsătoria cu Constanța de Ungaria (n. 1181 – d. 6 decembrie 1240) au rezultat opt copii:
- Vratislav (n.c.1200 – ?);[13]
- Iudita sau Judita Přemyslovna (d.1230), căsătorită în1213 cu Bernard de Spanheim;
- Anna de Boemia sau Anna Lehnická, (n. 1204 – d. 1265), căsătorită cu Henric al II-lea, duce de Silezia și principe al Poloniei;
- Venceslau I al Boemiei (n. 1205 – d. 1253);[13]
- Vladislav al II-lea, margraf al Moraviei (n. 1207 – d. 1227);[13]
- Přemysl, margraf al Moraviei (n. 1209 – d.1239);
- Blažena sau Wilhelmina Blažena, Vilemína Česká (n. 1210 – d. 1281);
- Agnes de Boemia (n. 1211 – d. 1282).

Numărul copiilor rezultați din fiecare căsătorie diferă de la o sursă la alta.